# World Championship of Online Poker 2023

Logo von PokerStars

Die World Championship of Online Poker 2023 war die 22. Austragung der Onlinepoker-Weltmeisterschaft und fand vom 10. September bis zum 4. Oktober 2023 auf der Plattform PokerStars statt.

## Turnierplan
| # | Beginn             | Buy-in (in $) | Variante                      | Teilnehmer | Sieger | Herkunft | Preisgeld (in $) |
| - | ------------------ | ------------- | ----------------------------- | ---------- | ------ | -------- | ---------------- |
| 1 | 10. September 2023 | tba           | tba                           | –          | N. N.  | –        | tba              |
| – | 4. Oktober 2023    | 10.300        | NL Texas Hold’em (Main Event) | –          | N. N.  | –        | tba              |